# Overpass Graffiti
«Overpass Graffiti» — песня британского певца Эда Ширана, вышедшая 29 октября 2021 года в качестве третьего сингла его пятого студийного альбома =. 

## Релиз и продвижение
19 августа 2021 года Ширан анонсировал свой пятый студийный альбом =, в котором песня «Shivers» указана в треклисте.
26 октября 2021 года Ширан исполнил песню на Tiny Desk Concert NPR. 29 октября 2021 года «Overpass Graffiti» вышла в качестве третьего сингла нового альбома.

## Музыкальное видео
Официальное музыкальное видео было выпущено вместе с песней 29 октября 2021 года с Шираном в главной роли.
Одновременно на YouTube было загружено лирик-видео.
Видео снимал режиссёр Jason Koenig, который ранее работал на другими клипами Ширана для песен «Shape of You», «Galway Girl», «Perfect», «South of the Border» и «Put It All on Me». В музыкальном видео показан бывший японский профессиональный борец сумо Ямамотояма Рюта (в титрах — «Yama»), который впервые появляется в конце клипа, приглашая Ширана прокатиться на автобусе. Также в нём есть камео с участием американских актёров Джейсона Момоа и Эмилио Риверы. Наконец, в финальных титрах прозвучал отрывок из японского кавера на хит Ширана «Shape of You» японской певицы Marina.

## Участники записи
- Эд Ширан — вокал, бэк-вокал, акустическая гитара, автор, продюсер
- Джонни Макдэйд — бэк-вокал, бас, электрогитара, клавишные, программирование, продюсер, звукоинженер, автор
- Фред — бас, ударные, клавишные, программирование, бэк-вокал, акустическая гитара, продюсер, звукоинженер, автор
- другие

## Чарты
| Чарт (2021)                           | Высшая позиция |
| ------------------------------------- | -------------- |
| Австралия (ARIA)                      | 8              |
| Австрия (Ö3 Austria Top 40)           | 20             |
| Канада (Billboard Canadian Hot 100)   | 23             |
| Чехия (Rádio Top 100)                 | 20             |
| Европа (Billboard Euro Digital Songs) | 7              |
| Финляндия (Suomen virallinen lista)   | 12             |
| Германия (GfK)                        | 17             |
| Мир (Billboard Global 200)            | 11             |
| Венгрия (Single Top 40)               | 15             |
| Ирландия (IRMA)                       | 4              |
| Италия (FIMI)                         | 66             |
| Литва (AGATA)                         | 24             |
| Нидерланды (Single Top 100)           | 27             |
| Новая Зеландия (Recorded Music NZ)    | 10             |
| Норвегия (VG-lista)                   | 21             |
| Швеция (Sverigetopplistan)            | 19             |
| Швейцария (Schweizer Hitparade)       | 13             |
| Великобритания (UK Singles Chart)     | 4              |
| США (Billboard Hot 100)               | 41             |

## История релиза
| Регион | Дата            | Формат                     | Лейбл       | Ссылка |
| ------ | --------------- | -------------------------- | ----------- | ------ |
| Мир    | 29 октября 2021 | Цифровые загрузки стриминг | Atlantic UK | [ 27 ] |

## Сертификации
| Регион                                                                      | Сертификация | Продажи |
| --------------------------------------------------------------------------- | ------------ | ------- |
| Австрия (IFPI Austria)                                                      | Золотой      | 15 000  |
| Канада (Music Canada)                                                       | Платиновый   | 80 000  |
| Дания (IFPI Danmark)                                                        | Золотой      | 45 000  |
| Германия (BVMI)                                                             | Золотой      | 200 000 |
| Италия (FIMI)                                                               | Золотой      | 50 000  |
| Польша (ZPAV)                                                               | Платиновый   | 50 000  |
| Великобритания (BPI)                                                        | Платиновый   | 600 000 |
| Данные о продажах + прослушиваниях приведены только на основе сертификации. |              |         |